# Nagaoka
Nagaoka (japanska: 長岡市?, Nagaoka-shi) är en stad i Japan vid floden Shinanogawa i Niigata prefektur.
Staden har sedan 2007
status som speciell stad (japanska: 特例市?, Tokureishi) enligt lagen om lokalt självstyre.
Nagaoka har varit känt för sina oljefyndigheter.

## Kommunikationer
Nagaoka är en station på Joetsu Shinkansen som ger förbindelse med höghastighetståg till Tokyo och Niigata.